# 기후 구분
기후 구분(climate classification)은 세계 기후를 구분하는 방법이다. 생물 군계 분류와 밀접한 관련히 있을 수 있는데, 기후는 특정 지역의 생명에 중요한 영향을 미치기 때문이다. 가장 저명한 기후 구분은 쾨펜의 기후 구분이다.

## 체계
- 건조 지수(en)
- 쾨펜의 기후 구분
- 홀드리지 생활대(en)
- 트레와다의 기후 구분(en)

## 기후의 유형
- 고산 기후
- 사막 기후
- 습윤 대륙성 기후
- 온난 습윤 기후
- 빙설 기후
- 한대 기후
- 스텝 기후
- 온대 기후
- 열대 몬순 기후
- 열대 우림 기후
- 열대 사바나 기후
- 툰드라 기후

## 같이 보기
- 생물 지리구
- 생물 군계
- 지중해성 기후